# Kikokushijo
Kikokushijo (帰国子女, lit. « enfants rapatriés ») et kaigaishijo (海外子女, lit. « enfants de l'étranger ») sont des termes japonais désignant les enfants de Japonais expatriés qui ont fait une partie de leurs études en dehors du Japon. Le premier de ces deux termes est utilisé pour désigner les enfants qui sont revenus au Japon alors que le second désigne ceux qui sont restés en dehors du Japon. Les chiffres de 2002 indiquaient que 10 000 enfants de Japonais expatriés reviennent au Japon chaque année avec un total de 50 000 résidant à l'étranger, un nombre qui est resté plutôt constant ces dernières décennies. Seuls 40 % d'entre eux étudient dans des écoles japonaises durant leur séjour à l'étranger.
Le ministère de l'Éducation japonais a reconnu dès 1966 qu'un des défis  du système scolaire japonais était la réintégration d'enfants ayant vécu à l'étranger. En 1997, plus de 300 universités offraient des critères d'admission particuliers pour les kikokushijo, un système qui a été critiqué comme un traitement préférentiel et discriminant pour le reste des élèves. Ils sont souvent perçus à tort comme anglophones alors que beaucoup d'entre eux ont vécu dans des pays non anglophones.